# Шарль Дюпюї
Шарль Олександр Дюпюї (фр. Charles-Alexandre Dupuy фр.: [ʃaʁl dypɥi]; 5 листопада 1851, Ле-Пюї-ан-Веле, департамент Верхня Луара — 23 липня 1923, Іль-сюр-Тет, департамент Східні Піренеї) — французький політичний діяч, тричі займав пост прем'єр-міністра.

## Життєпис
Був викладачем, потім інспектором академії. З 1885 року член палати депутатів; брав діяльну участь в обговоренні питань народної освіти і був одним з видних членів комісії для перегляду системи середньої освіти. У 1892 році був призначений міністром народної освіти.
З квітня по листопад 1893 року був міністром внутрішніх справ і головою ради міністрів. При ньому був укладений Франко-російський союз (1891—1893). При відкритті нової палати уряд Дюпюї розпався внаслідок розбіжності між його членами. За утворення уряду Казимира Пер'є Дюпюї був обраний президентом палати депутатів і виявив в цій якості велику мужність під час вибуху, що стався в Палаті 9 грудня 1893 року, коли анархіст Огюст Вальян кинув в залі засідань бомбу. У цей день він сказав знамениті слова: «Засідання триває! (La séance continue!)», відомі як улюблена репліка Остапа Бендера.
31 травня 1894, після падіння уряду Казимира Пер'є, він утворив свій другий кабінет; при ньому був убитий Карно; Дюпюї зберіг владу і під час короткого президентства Казимира Пер'є, але мав постійні зіткнення з ним, які і привели до відставки останнього; слідом за ним вийшов у відставку і Дюпюї (26 січня 1895 року). Під час цього уряду Дюпюї був засуджений капітан Дрейфус.
Коли справа Дрейфуса призвела до відставки кабінету Бріссона, Дюпюї (1 листопада 1898 роки) сформував свій 3-й кабінет, який тримав себе досить нейтрально по відношенню до справи Дрейфуса; при ньому касаційний суд проводив дослідування і виніс сприятливу для Дрейфуса резолюцію, що викликала перегляд справи.
У червні 1899 року уряд Дюпюї пішов у відставку внаслідок обставин, які склалися з вини поліції. 11 червня президент республіки Еміль Лубе був ображений націоналістами під час скачок в Отейле, на яких він був присутній (йому було завдано удару палицею по голові); в палаті був зроблений запит з приводу дивної поведінки поліції, яка була присутня на скачках в надмірній кількості, нібито для охорони Лубе, і в той же час нічого не зробила для дійсної його охорони. У цьому побачили навмисність, уряд отримав вотум недовіри і вийшло у відставку, поступившись місцем уряду Вальдек-Руссо.